# ユリア・シャピロ
ユリア・シャピロ（英語: Julia Shapiro, 1984年12月16日 - ）は、ロシア出身の女性フィギュアスケート選手。2000年世界ジュニア選手権3位。パートナーはヴァディム・アコルジン、ドミトリー・フロミン、アレクセイ・ソコロフなど。

## 経歴
ロシアのサンクトペテルブルクに生まれ、5歳のころにスケートを始めた。やがてイゴール・ペトロフとペアを結成し、1998-1999年シーズンのISUジュニアグランプリに参戦したが、同シーズン終了後にペアは解散。1999-2000年シーズンより新たにアレクセイ・ソコロフとペアを結成し、ISUジュニアグランプリに参戦する。JGPチェコスケートとJGPスケートスロベニアで連続優勝し、JGPファイナルでは2位、2000年世界ジュニア選手権では初出場ながら3位となり飛躍が期待されたが、同シーズンの終了後にペアは解散する。
2000-2001年シーズン、ドミトリー・フロミンと新たにペアを結成し、シニアクラスのISUグランプリシリーズにも参戦したが、2001-2002年シーズンをもってペアは解散。
2002年、イスラエルでシングル選手として活動していたヴァディム・アコルジンとペアを結成。同時に所属をイスラエルに移し、2003-2004年シーズンから国際大会へ出場。世界選手権と欧州選手権にイスラエル代表として出場したものの、2005年に解散。以後、活動は見られない。

## 主な戦績
- 1998-99はイゴール・ペトロフとのペア。
- 1999-00はアレクセイ・ソコロフとのペア。
- 2000-01から2001-02はドミトリー・フロミンとのペア。
- 2002-03以降はヴァディム・アコルジンとのペア。

| 大会/年                       | 1998-99 | 1999-00 | 2000-01 | 2001-02 | 2002-03 | 2003-04 | 2004-05 |
| ----------------------------- | ------- | ------- | ------- | ------- | ------- | ------- | ------- |
| 世界選手権                    |         |         |         |         |         | 16      | 18      |
| 欧州選手権                    |         |         |         |         |         | 15      | 10      |
| GPスケートアメリカ            |         |         |         |         |         |         | 8       |
| GPエリック杯                  |         |         |         |         |         |         | 9       |
| GPロシア杯                    |         |         | 9       |         |         |         |         |
| スケートイスラエル            |         |         |         |         |         | 1       |         |
| 世界Jr.選手権                 |         | 3       |         |         |         | 13      |         |
| JGPファイナル                 |         | 2       |         | 5       |         |         |         |
| JGPバルト杯                   |         |         | 3       |         |         | 8       |         |
| JGPスケートブラッド           |         |         |         |         |         | 8       |         |
| JGPハーグ                     |         |         |         | 2       |         |         |         |
| JGPソフィア杯                 |         |         |         | 1       |         |         |         |
| JGPブラオエン・シュベルター杯 |         |         | 3       |         |         |         |         |
| JGPスケートスロベニア         |         | 1       |         |         |         |         |         |
| JGPチェコスケート             |         | 1       |         |         |         |         |         |
| JGPSNPバンスカー              | 6       |         |         |         |         |         |         |

### 詳細
| 2004-2005 シーズン  |                                                        |          |          |           |
| 開催日              | 大会名                                                 | SP       | FP       | 結果      |
| 2005年3月14日-20日  | 2005年世界フィギュアスケート選手権（モスクワ）         | 17 43.06 | 18 71.96 | 18 115.02 |
| 2005年1月25日-30日  | 2005年ヨーロッパフィギュアスケート選手権（トリノ）     | 7 44.62  | 10 74.58 | 10 119.20 |
| 2004年11月19日-21日 | ISUグランプリシリーズ エリック・ボンパール杯（パリ）   | 10 35.76 | 9 66.04  | 9 101.80  |
| 2004年10月21日-24日 | ISUグランプリシリーズ スケートアメリカ（ピッツバーグ） | 9 41.36  | 8 59.38  | 8 100.74  |

| 2003-2004 シーズン     |                                                        |    |    |      |
| 開催日                 | 大会名                                                 | SP | FP | 結果 |
| 2004年3月22日-28日     | 2004年世界フィギュアスケート選手権（ドルトムント）     | 16 | 16 | 16   |
| 2004年2月29日-3月7日   | 2004年世界ジュニアフィギュアスケート選手権（ハーグ）   | 13 | 13 | 13   |
| 2004年2月2日-8日       | 2004年ヨーロッパフィギュアスケート選手権（ブダペスト） | 14 | 15 | 15   |
| 2003年10月30日-11月2日 | ISUジュニアグランプリ グダニスク杯（グダニスク）       | 8  | 8  | 8    |
| 2003年10月9日-12日     | ISUジュニアグランプリ スケートブレッド（ブレッド）     | 7  | 8  | 8    |